# 种德经
《种德经》，南传上座部佛教《巴利文大藏经》中的长部第四部经。该经中主要由佛陀解释三无漏学。

## 概述
该经讲述佛陀在鸯伽国时候，婆罗门种德慕名拜访。其见到佛陀后，佛陀问其哪些条件足够算是婆罗门。种德列举五种条件：
- 七代血统纯洁；
- 通晓吠陀、咒语和各种学问；
- 相貌端庄；
- 遵守戒律；
- 聪明睿智；

佛陀问缺少其中哪些条件依然能成，种德回答说缺乏前三者仍可以，但戒、慧必不可少。后来佛陀继续提问何为戒、慧，种德无法解释，请求佛陀宣示。之后，佛陀详细讲述戒定慧，种德在听完后表示皈依三宝。
该佛经在汉传佛教的《大正新修大藏经》对应经典有《長阿含經·種德經》（第1部第94卷）。